# Qué difícil es ser Dios
Qué difícil es ser Dios (en ruso: Трудно быть богом, romanizado: Trudno byt' bogom) es una novela de ciencia ficción de 1964 de los escritores soviéticos Arkady y Boris Strugatsky, ambientada en el Universo del Mediodía.

## Temas
La novela sigue a Anton (alias Don Rumata a lo largo del libro), un agente encubierto del futuro planeta Tierra, enviado por la Sociedad Terrestre Comunista y el Instituto de Observadores de Historia Experimental, en misión en un planeta alienígena que está poblado por seres humanos cuya sociedad no ha avanzado más allá de la Edad Media. 
La idea central de la novela es que el progreso humano a lo largo de los siglos es a menudo cruel y sangriento, la religión y la fe ciega pueden ser herramientas eficaces de opresión, trabajando para destruir las disciplinas científicas emergentes y la ilustración. 
El título se refiere a la percepción que tiene Anton de su precario papel como observador del planeta, ya que si bien tiene conocimientos mucho más avanzados que las personas que lo rodean, tiene prohibido ayudar de manera demasiado activa ya que su asistencia interferiría con el progreso natural de la historia. 
El libro presta mucha atención al mundo interno del personaje principal, mostrando su propia evolución desde un "observador" emocionalmente no involucrado hasta una persona que rechaza la creencia ciega en la teoría cuando se enfrenta a la crueldad de los acontecimientos reales.

## Argumento
El prólogo muestra una escena de la infancia de Anton (pero los nombres reales de las personas de Arkanar y los lugares enunciados permiten especular que no se trata de la infancia, sino simplemente de unas vacaciones en preparación para la partida al planeta), en la que se embarca en una aventura con sus amigos Pashka y Anka y juega un juego basado en recreaciones melodramáticas de acontecimientos ocurridos en el planeta medieval sin nombre. Los niños viven en una utopía futurista y los adolescentes se sienten atraídos por la aventura. Mientras los niños juegan, encuentran un camino abandonado con una señal que dice "Camino equivocado". Anton decide ir más allá y descubre restos de la Segunda Guerra Mundial: el esqueleto de un artillero alemán encadenado a su ametralladora (o eso les dice a sus amigos).
Varios investigadores, incluido Anton, son enviados de incógnito a la superficie del planeta Arkanar para una observación minuciosa. Adoptan la ropa, el lenguaje y los hábitos del lugar y se mezclan con la población, pero permanecen conectados para que el sonido y las imágenes se transmitan a la nave espacial de observación en órbita. Anton actúa en el reino de Arkanar y Pashka en el ducado de Irukan. Un rey gobierna las clases de nobleza, clero, militares y campesinos, si bien tiene buenas intenciones, es iluso y fácilmente manipulable. Bajo su gobierno, el arte y la ciencia están comenzando a florecer. Se ha inventado también una imprenta primitiva, descubierto el uso de lentes y se han escrito algunas hermosas obras literarias. 
Antón asume el papel de Don Rumata. Visita Drunken Den, un lugar de encuentro para observadores que trabajan en las Tierras más allá del Estrecho (Запроливье). Su tarea actual es investigar la desaparición de un famoso científico, el Doctor Budah, que pudo haber sido secuestrado por Don Reba,  el primer ministro de Arkanar. Don Reba lidera una campaña contra todas las personas educadas del reino, culpándolas de todas las calamidades y desgracias del mismo. Rumata se siente alarmado porque el reino se está convirtiendo en un estado policial fascista que nunca se habría desarrollado en sociedades medievales equivalentes en la Tierra. Rumata intenta salvar a los poetas, escritores, médicos y científicos más talentosos, llevándolos de contrabando en países vecinos. Sin embargo, el régimen de Reba asesina a la mayoría de sus amigos nativos.
Rumata intenta convencer a sus colegas de que debe llevarse a cabo una intervención más activa. Sin embargo, Don Goog  (que había aparecido antes como Pashka) y Don Kondor (un observador mayor y más experimentado que se convirtió en un personaje de culto por aterrizar un helicóptero detrás de una cabaña, "sin tener tiempo para peleas en el camino") siente que se ha involucrado demasiado en los asuntos nativos y no puede ver la perspectiva histórica objetivamente. Le recuerdan los peligros de una intromisión demasiado activa en la historia del planeta. No convencido, pero sin otra opción, Rumata acepta continuar su trabajo.
De vuelta en la ciudad, Rumata intenta pasarle informaciones a varias personas, incluido Vaga (nombre ruso: Вага Колесо), el jefe del crimen organizado local. También asiste a una velada organizada por la amante de Don Reba, doña Okana, de quien también se rumorea que es su confidente. Rumata espera seducirla y sonsacarle información, sin embargo, no puede ocultar el disgusto de prostituirse (y la falta de higiene de Okana) y tiene que retirarse. El interés amoroso de Rumata, una joven plebeya llamada Kira, que ya no soporta la brutalidad y los horrores del fascista Arkanar, pide quedarse en la casa de Rumata. Rumata acepta con gusto y promete llevarla eventualmente con él a "un lugar maravilloso, muy, muy lejano", con lo que se refiere a la Tierra.
Sus otros planes dan un mal giro. La vida en Arkanar se vuelve cada vez menos tolerable. Reba ordena la tortura y ejecución de doña Okana. Rumata, ante las horribles consecuencias de su juego de poder, cae en un estupor. Finalmente, sin otra opción, acusa delante del rey abiertamente a Don Reba de secuestrar a un famoso médico a quien él (Rumata) había invitado para atender las enfermedades del monarca.
Los acontecimientos que siguen demuestran que Don Reba anticipó y se preparó para ello. Después de confesar que él, de hecho, secuestró al Dr. Budah, temiendo que no se le pudiera confiar la vida del rey, Don Reba se disculpa. Luego presenta a un médico como el Dr. Budah. La noche siguiente, Rumata, a quien le toca proteger al príncipe real y único heredero al trono, se ve repentinamente abrumado por docenas de hombres de Don Reba y, mientras lucha por su vida, es testigo de cómo asesinan al príncipe. Son masacrados por monjes, aparentemente miembros de una orden sagrada, una secta religiosa militarista. Derrotado, Rumata es llevado ante Don Reba.
Don Reba revela que ha estado observando a Don Rumata durante algún tiempo, de hecho, reconoce a Rumata como un impostor, ya que el verdadero Rumata murió hace mucho tiempo. Sin embargo, Don Reba se da cuenta de que hay un poder sobrenatural detrás de Rumata. El oro de Rumata es de una calidad increíblemente alta y su estilo de lucha con espada es inaudito, sin embargo, nunca ha matado a una sola persona mientras permaneció en Arkanar a pesar de luchar en numerosos duelos. Don Reba siente instintivamente que matar a Rumata puede generar represalias por parte de sus presuntos aliados demoníacos e intenta forjar un tratado con él.
Durante su conversación, Rumata finalmente comprende la magnitud del complot de Reba. El médico presentado no era Budah. Al impostor se le prometió un puesto como médico real y se le ordenó que le diera al rey una poción que en realidad era un veneno. El rey murió y el médico fue ejecutado por asesinar al rey. Con la muerte del príncipe real durante la guardia de Rumata y el rey muerto a manos de "Budah", convocado por Rumata contra los deseos de Reba, se podría culpar fácilmente a Rumata por dar un golpe de Estado; de hecho, nadie creería jamás que él no es cómplice. Al mismo tiempo, los grupos del crimen organizado de Vaga, alentados en secreto por Don Reba, comienzan a saquear la ciudad.
Don Reba luego llama al ejército de la orden sagrada, que rápidamente mata a los criminales y a los guardias por igual, tomando la ciudad indefensa con pérdidas mínimas. Reba, que pudo haber servido como un peón de la orden sagrada desde un principio, se ha convertido en un nuevo jefe de Estado, magistrado de la orden Sagrada, obispo y gobernador de Arkanar.
Conmocionado y enfurecido, Rumata todavía se mantiene firme y hace un pacto de no agresión con Don Reba. Utiliza su nuevo estatus para rescatar de prisión al verdadero Dr. Budah y a su propio amigo, el barón Pampa. A su alrededor, Arkanar sucumbe a la orden sagrada. Mientras el último de sus amigos y aliados muere y sufre en la agitación, Rumata actúa con toda prisa para acelerar la partida de Budah.
Rumata regresa a su casa y descubre que su sirviente más leal murió durante una pelea con un escuadrón de soldados de asalto de Reba que habían entrado al lugar. 
Los tres observadores se reencuentran para discutir el futuro. Sus dos compañeros se sienten atormentados por el remordimiento, pero ya no hay nada que hacer. Don Kondor sugiere que Rumata actúe con cuidado, ya que está claro que Don Reba puede retractarse de su trato en cualquier momento. Advierte a Rumata que su amante Kira puede ser utilizada en su contra y que "todo lo que apreciamos debe estar en nuestros corazones o en la Tierra".
Antes de la partida de Budah, Rumata le hace una pregunta teológica: "¿Qué le pedirías a un dios, si pudiera venir del cielo y cumplir cualquiera de tus deseos?". Después de una larga discusión, con Budah deseando y Rumata explicando las terribles consecuencias de cada uno de los deseos, Budah finalmente afirma que el único regalo verdadero que un dios podría darle a la gente es dejarlos con sus asuntos. A esto, Rumata responde que no puede soportar ver su sufrimiento. Kira se da cuenta de que Rumata se refiere a sí mismo en esa última frase, en lugar de a algún dios hipotético, y lo mira "con horror y esperanza".
Budah cruza la frontera con éxito y se salva. Confiado en sus habilidades superiores y en sus contactos tanto en el ejército como en el mundo criminal, Rumata planea escapar con Kira a la Tierra. Una unidad de soldados llega para capturar a Kira, considerando a Rumata ausente de su casa. En medio de la confusión, un ballestero le dispara a través de la ventana y ella muere en los brazos de Rumata. Cuando los soldados rompen la puerta principal, Rumata, enloquecido por el dolor, desenvaina sus espadas y los espera.
En el epílogo, Pasha le resume a Anka los acontecimientos posteriores mientras espera a Anton en alguna institución médica de recuperación: la estación espacial entró en alerta cuando la casa fue atacada. Sin embargo, no tuvieron oportunidad de reaccionar a tiempo. Después de haber rociado toda la ciudad con un gas somnífero, descubrieron que Anton-Rumata ya se había abierto camino, cubierto de sangre, a través de la ciudad hacia el palacio, donde presumiblemente al final había matado al propio Reba. Al recordar los acontecimientos del prólogo, Pashka se pregunta si el episodio en el que Antón decidió desobedecer el cartel de "Camino equivocado" y encontró "el esqueleto de un fascista" tuvo un significado más profundo sobre el curso de la historia.

## Historia y temas
Según Boris Strugatsky, el concepto detrás de la novela comenzó como una "divertida historia de aventuras en el espíritu de Los Tres Mosqueteros" mientras los hermanos escribían Intento de escape, que menciona a un personaje que es un espía en otro planeta. Originalmente se tituló El séptimo cielo y luego pasó a llamarse El observador a medida que desarrollaban la novela. La reacción violenta en el caso Manège  en 1962 hizo que los autores repensaran el tono de la novela. Hubo una repentina reacción contra cualquier forma de arte abstracto, y llegó a un punto crítico en una reunión de la Organización de Escritores de Moscú en marzo de 1963, cuando estalló una discusión acerca de que la dirección de la ciencia ficción soviética  era demasiado abstracta, e incluso la historia era demasiado abstracta, acusándola de apoyar al fascismo. El libro fue rechazado por el editor habitual de los Strugatsky, Detgiz y por revista literaria Moskva.  Los hermanos cambiaron la novela para convertirla en una "historia sobre el destino de la intelectualidad, sumergida en el ocaso de la Edad Media", y terminaron de escribirla en junio de 1963. En el proceso de compartir el manuscrito con otros escritores y editores, hicieron muchos cambios, incluida una sugerencia de Ivan Yefrémov de que se cambiara el personaje Don Rebia por Don Reba porque era un anagrama demasiado obvio para Lavrenti Beria, el jefe del servicio secreto.  No tuvieron problemas de censura, pero después de que se publicó la novela, algunos de sus compañeros acusaron el libro de abstraccionismo, surrealismo y pornografía, y Yefremov publicó un artículo defendiendo la novela de esas acusaciones. 
La novela "no sólo se ve como un amargo ajuste de cuentas con el totalitarismo, especialmente con el estalinismo. Con mordaz burla, [...] también explora el punto de ruptura de los valores humanistas básicos. El protagonista Anton se debate repetidamente entre su identidad no violenta como ciudadano de la Tierra  o la sed de sangre de su papel de Don Rumata, hasta que ya no puede distinguir entre los dos bandos." 
Darko Suvin escribió sobre el dilema de Anton, describiendo la novela como una "novela educativa en la que el lector es el héroe": "La interferencia desde el exterior no puede liberar a un pueblo sin conducir al surgimiento de una nueva dictadura ilustrada" y “los dioses de la tierra están éticamente obligados a actuar e históricamente condenados a la inacción”. 

## Recepción
Theodore Sturgeon elogió Qué difícil es ser Dios como "una de las novelas de ciencia ficción más hábilmente escritas y cargadas que he leído", diciendo: "La escritura tiene un buen ritmo y la narrativa está bellamente estructurada". 
Publishers Weekly escribió: "Esta oscura alegoría del poder gubernamental desenfrenado alaba las plumas que luchan contra las espadas. El comunismo es atacado sin sutileza bajo un barniz de escapismo. Si bien cierto humor excesivamente adolescente minimiza la intensidad emocional, los temas de culpabilidad y responsabilidad siguen siendo eficaces. Los hermanos Strugatsky (Pícnic extraterrestre) utilizan la lucha de Anton entre la imparcialidad y la interferencia como el puente emocional que conecta la fantasía de los viajes en el tiempo con el examen de conciencia maduro. La prosa sin adornos encubre ideas ricas, que ilustran la capacidad de la literatura imaginativa para sondear cuestiones morales inquietantes." 
La guía alemana de ciencia ficción Reklam consideró que "El conflicto de Rumata es impactante, la novela en sí es compleja y siempre interesante." 
Alexander Davydov, Frankfurter Allgemeiner Zeitung, considera que  "Con el inmenso conocimiento de una persona del futuro altamente desarrollada que cree tener la receta patentada para salvar a los habitantes de este mundo subdesarrollado, Anton/Rumata fracasa ante la realidad de que las personas son como son. El protagonista tiene que darse cuenta de que, a pesar de su poder tecnológico, en última instancia no es un mesías, sino también un ser humano, con todos sus defectos. Así que no hace falta mirar hacia el futuro para ver que esta crítica a nuestra arrogancia y la advertencia contra las ideologías extremistas crea una familiaridad incómoda, especialmente en el mundo actual." 

## Adaptaciones

### Películas
- El poder de un dios de 1989 dirigida por Peter Fleischmann y protagonizada por Werner Herzog. [10]
- Qué difícil es ser un dios de 2013 conocida anteriormente como Historia de la masacre de Arkanar, dirigida por Aleksei German. [11]

### Teatro
Sin armas (Без оружия, Bez oruzhia) también conocida como Un hombre de una estrella lejana (Человек с далёкой звезды, Chelovek s dalyokoy zvezdy ) fue una obra de teatro creada por los propios hermanos Strugatsky en 1989. Siguió aproximadamente la trama del libro y reveló varios detalles previamente desconocidos. Ciertos personajes también se combinaron en aras de la brevedad. Lo más probable es que la obra se creara como reacción a la película de Fleischmann. 

### Videojuego
Un videojuego de rol del mismo título, basado libremente en el libro, fue desarrollado por los estudios Burut Entertainment y Akella para PC en 2007. El juego se desarrolla inmediatamente después de los acontecimientos del libro (conocidos como la Masacre de Arkanar ), por lo que puede considerarse una secuela del libro. El jugador asume el papel de un oficial de inteligencia imperial novato, recién salido de la academia de inteligencia. La primera misión es investigar la desaparición de Don Rumata, y todas las ramificaciones de su desaparición. Rápidamente queda claro por qué se eligió a un agente novato sin experiencia para una misión tan compleja: dado que el personaje del jugador es joven e inexperto, sus superiores esperan que falle para que todo el incidente pueda quedar oculto bajo la alfombra. El jugador finalmente descubre la verdad y comienza a utilizar el armamento avanzado de la Tierra que se ofrece durante la misión. 